# Cerastium diffusum
Cerastium diffusum — вид квіткових рослин з родини гвоздикових (Caryophyllaceae). Ареал: Алжир, Бельгія, Данія, Франція (у т. ч. Корсика), Фарери, Німеччина, Велика Британія, Ірландія, Італія (Сардинія, Сицилія), Лівія, Марокко, Нідерланди, Норвегія, Португалія, Іспанія (у т. ч. Балеарські острови), Швеція.

## Середовище проживання
Потребує піщаних ґрунтів, які можуть містити солі, і мають бути лише помірно багатими поживними речовинами, хоча й дещо багатими гумусом.

## Біоморфологічний опис
Це трав'яниста однорічна рослина, що досягає висоти від 4 до 15 сантиметрів. Надземні частини рослини свіжо-зелені і сильно запушені залозами. Супротивно розташовані листки від ланцетної до яйцеподібної форми зазвичай довжиною 10(5–20) мм. Період цвітіння з березня по червень. Квітки двостатеві, зазвичай чотирипелюсткові, рідше три-п'ятипелюсткові. Довжина чашолистків від 4 до 9 мм. Пелюстки дволопатеві трохи коротші за чашолистки. Коробочка довша за чашечку і має вісім-десять зубців. Число хромосом 2n = 36 або 72.